# ハリー・ヘムリー・プラスケット
ハリー・ヘムリー・プラスケット(Harry Hemley Plaskett、1893年7月5日-1980年1月26日)は、カナダの天文学者で、太陽物理学、天体分光学、分光測色法の分野で大きな業績を残した。1932年から1960年までオックスフォード大学で天文学教授を務め、1963年に王立天文学会ゴールドメダルを受賞した。

## 人生
1893年7月5日にオンタリオ州トロントで生まれた。父のジョン・プラスケットは、当時はトロント大学物理学部で機械工として働いていたが、後にビクトリア州のドミニオン天体物理天文台の初代所長となり、1930年に王立天文学会ゴールドメダルを受賞した。
1916年にトロント大学で学位を取った後、カナダ海外派遣軍に入隊し、1917年から1918年まで、フランスで大砲手として従軍した。この後、インペリアル・カレッジ・ロンドンのアルフレッド・ファウラーの下で1年間働き、カナダに戻って、ドミニオン天体物理天文台のスタッフとなった。1928年には、ハーバード大学の天文学教授に指名され、1932年にはハーバート・ターナーの後を継いで、オックスフォード大学の天文学教授となった。1936年5月、王立協会フェローに選ばれた。第二次世界大戦の直後には、王立天文学会の会長を務めた。
オックスフォード大学での職務は、戦争で中断された。1939年から1940年まで対空戦士官を務め、1940年から1944年まで航空機生産省で実験的なナビゲーションの研究に従事した。1951年から1955年まではウォルター・スティッブスとともに研究した。
1960年にオックスフォード大学を退職し、大学の名誉教授となったが、人生の最後まで天文学の研究を続けた。

## 家族
1921年にエディス・アリス・スミス(Edith Alice Smith)と結婚し、バーバラとジョン・スタンリーの2人の子供を設けた。1980年の死去まで婚姻関係は継続した。

## 名誉
エドワード・ボーエルが1982年に発見した小惑星プラスケットは、彼と彼の父の名前に因んで名付けられた。